# 山梨県道39号今諏訪北村線
山梨県道39号今諏訪北村線（やまなしけんどう39ごう いますわきたむらせん）は、山梨県南アルプス市を走る主要地方道（山梨県道）である。

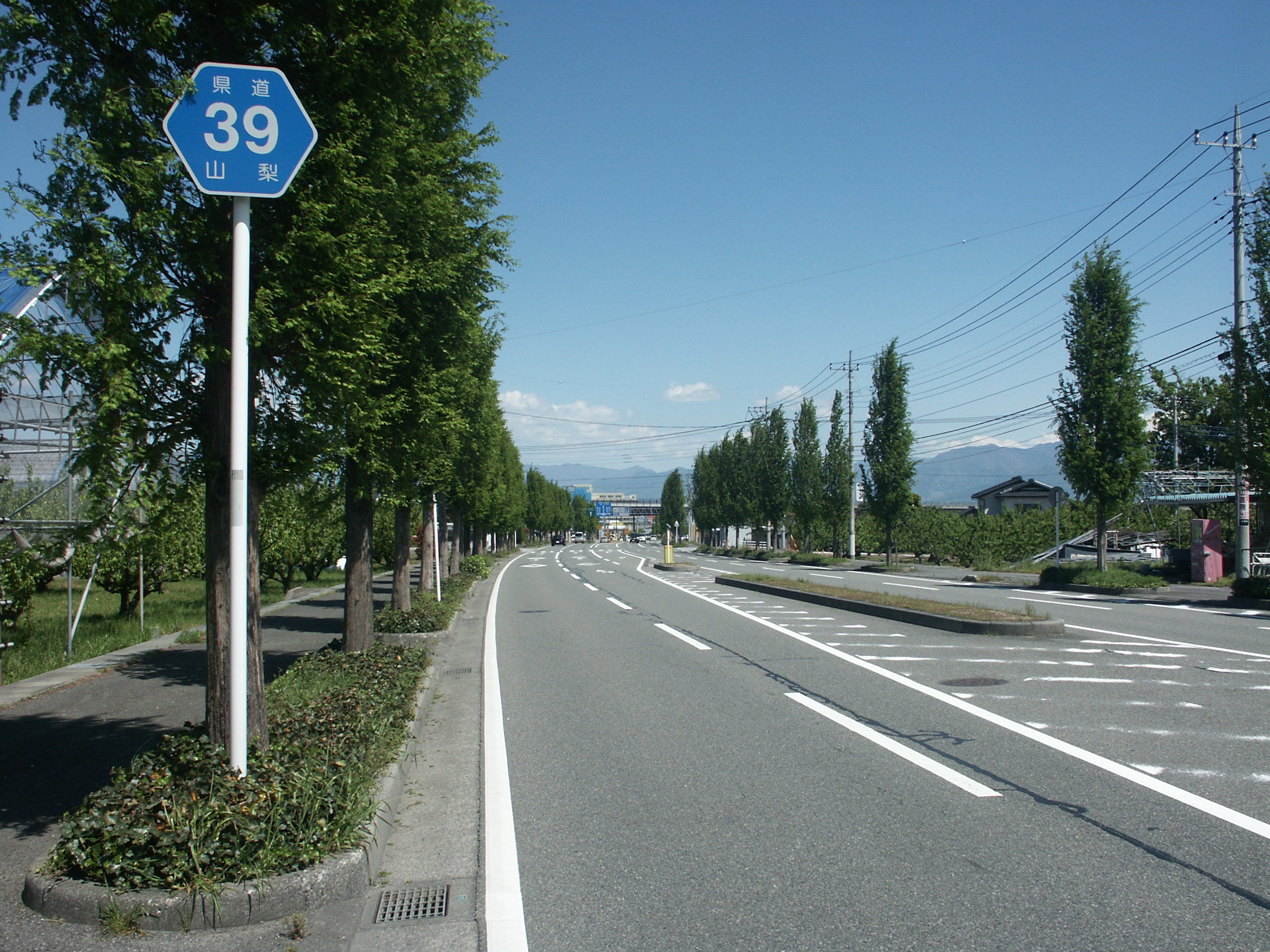
南アルプス市谷在塚付近

## 概要
一部路線は、アルプス通りとも呼ばれている。
元々山梨交通電車線の走っていた農道であり、中部横断自動車道白根インターチェンジへ接続させるために拡張工事を開始した1994年に県道指定されている。
山梨県道5号線の開国橋西端を路線起点として、西へ直線的に緩やかに勾配を上りつつ進み、山梨県道42号線との交点である在家塚交差点を終点とする約3キロの短い路線である。
起点部分は現在県道5号線と一直線に結ばれているかのように建設されているが、車線拡幅工事が行われる前までは県道5号線の北側から取り付くように上り線と下り線が分かれて合流する細い道路だった。開国橋の南側を渡ったかつての電車線は県道5号線と交差するようにして現県道39号線を急勾配で上っていくように敷設されていた。
起点部分は金丸信の旧邸宅を南側に見て、緩やかに西側へ勾配を上っていく。両側は果樹栽培の畑が続き、細い農道が頻繁に斜めに交差する。しばらく西進すると白根徳洲会病院を北に見て、中部横断自動車道白根インターチェンジ交差点に至る。ここと次の交差点である中部横断自動車道下の甲西道路との消防白根分遣所交差点までの広い空間に南アルプスビッグステージが存在する。
甲西道路を横切ると道の駅しらねとなり、程なくして国道52号線在家塚交差点へ至る。
ここが終点かに見えるが、路線指定は消防白根分遣所交差点で甲西道路を少しだけ北上して在家塚北交差点で再び西へ曲がる細い2車線道路も県道指定がなされている。この道を西進した地点にある山梨県道107号線交点の飯野交差点がもう一つの終点となる。
なお、旧山梨交通電車線は、在家塚交差点で県道39号線からさらに西へ伸びる道へ続く形で敷設されていた。この道は在家塚交差点より少しだけ西側に入ったあたりの南への90度カーブ上にあった甲斐飯野駅で進路を変え、旧増穂町（現富士川町）の甲斐青柳駅まで南へ一直線に引かれていた。

### 路線データ
- 起点：山梨県南アルプス市上今諏訪（上今諏訪交差点、山梨県道5号甲府南アルプス線交点）
- 終点：山梨県南アルプス市在家塚（飯野交差点、山梨県道42号韮崎南アルプス富士川線交点）

## 歴史
- 1993年（平成5年）5月11日 - 建設省から、県道今諏訪北村線が今諏訪北村線として主要地方道に指定される[1]。

## 路線状況

### 別名

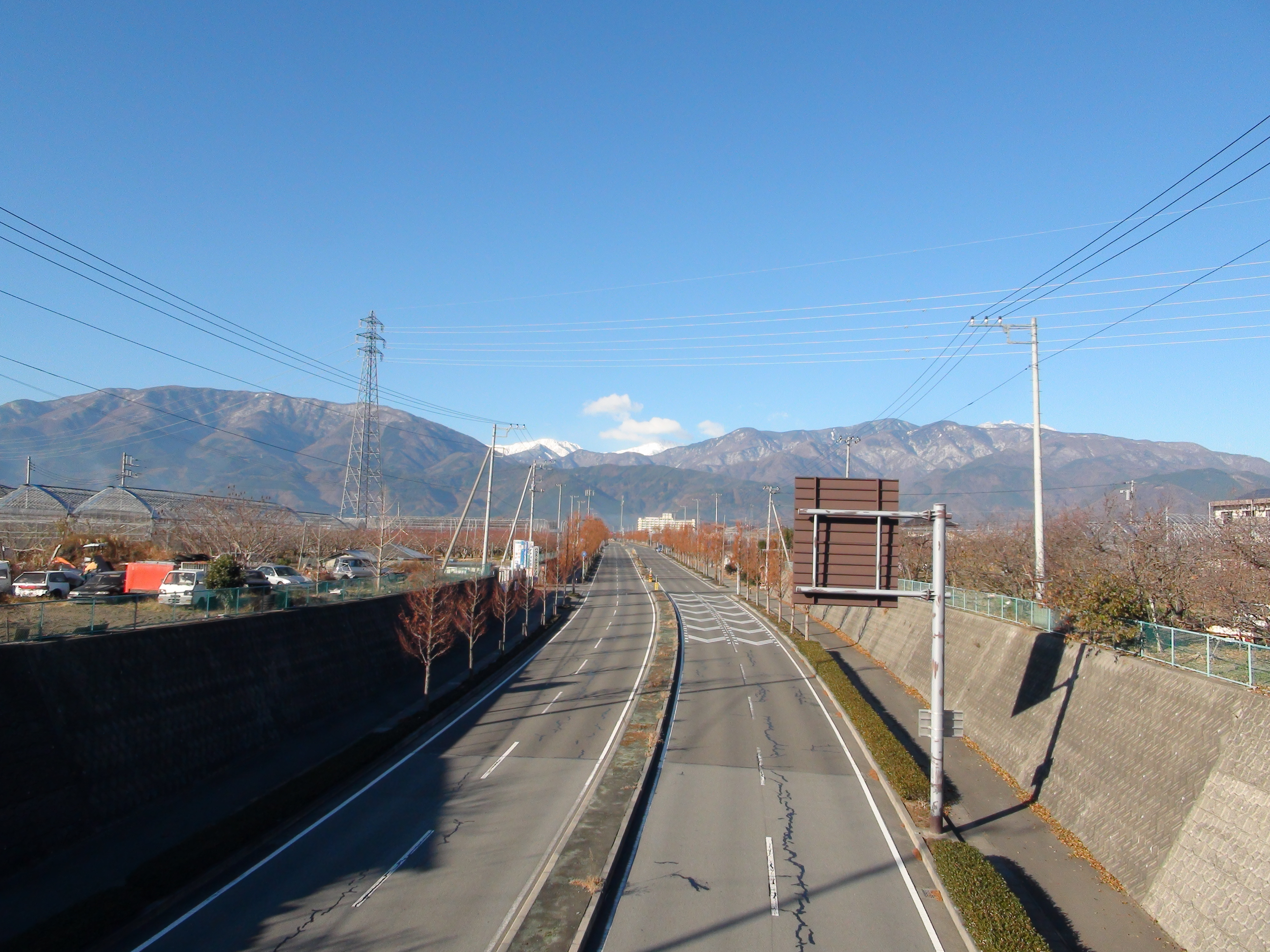
アルプス通り。南アルプス市下今諏訪付近。2012年12月12日撮影

- アルプス通り（南アルプス市）

## 地理

### 通過する自治体
- 南アルプス市

### 交差する道路
- 山梨県道5号甲府南アルプス線（南アルプス市上今諏訪・上今諏訪交差点、起点）
- 中部横断自動車道 白根インターチェンジ
- 国道52号甲西道路（在家塚北交差点、消防白根分遣所交差点）
- 山梨県道42号韮崎南アルプス富士川線 富士川街道（山梨県道107号飯野新田白根線重複）（南アルプス市在家塚・飯野交差点、終点）

### 沿線にある施設など
- 白根今諏訪郵便局
- 南アルプス市立白根東小学校
- 南アルプスビッグステージ